# Грцизам
Грцизми су речи-позајмљенице, преузете из грчког језика у српски. Неки грцизми су:
- агрономија („агрос“ — поље + „номос“ — закон, обичај)
- бицикл („бис“ — двоструко + „киклос“ — круг)
- хеликоптер („хеликс“ — спирала + „птерон“ — крило),
- период („пери“ — око + „ходос“ — пут).

Грцизми чине један од најважнијих слојева европске културне лексике. Осим директног позајмљивања грчких израза или неологизама састављених од грчког, у српском језику постоје и полупреведенице и преведенице (нове речи према грчком обрасцу), деривати и семантичке позајмљенице (када прихваћена реч добија друго, ново, значење у новом језику).